# سیارک ۶۷۹۲
سیارک ۶۷۹۲ (به انگلیسی: 6792 Akiyamatakashi، نامگذاری:1991WC) شش هزار و هفتصد و نود و دومین سیارک کشف شده‌است که در ۳۰ نوامبر ۱۹۹۱ کشف شد.
قدر مطلق سیارک برابر ۱۳٫۰۰ است.